# Dungeon Keeper 2
Dungeon Keeper 2 ist ein Strategiespiel, welches von Bullfrog Productions entwickelt und von Electronic Arts 1999 für Microsoft Windows veröffentlicht wurde. Es ist der Nachfolger von Dungeon Keeper. Ein dritter Teil war in Entwicklung, wurde jedoch nie fertig gestellt. Ebenso wurde die Entwicklung einer Version für die PlayStation abgebrochen.

## Handlung
Das Königreich Harmonia wird von König Reginald regiert und seit einiger Zeit von Kerkermeistern belagert. Zauberer haben Portalsteine entwickelt, um sowohl böse Kreaturen in die Unterwelt einzuschließen und gleichzeitig den guten Kräften Zugang zu gewähren. Jeder Teil des Reiches hat einen der 20 Steine, die von einem Wächter beschützt werden.

## Spielprinzip
Ziel des Spiels ist es, die 20 Portalsteine zu stehlen und das Reich zu erobern. Das Spiel beginnt mit dem Herzstück des Dungeon, welches um jeden Preis verteidigt werden muss. Mit Hilfe von Arbeitern kann der Spieler weitere Tunnel graben lassen und Räume einrichten. Nur wenn die Bedingungen stimmen, kommen weitere Monster und richten sich ein. Ziel ist es wie im Vorgänger, gegnerische Kerkermeister zu besiegen und alle Helden, die eindringen, zur Strecke zu bringen.

## Entwicklung
Peter Molyneux war an dem Spiel nicht mehr beteiligt. Nick Goldsworthy wurde von EA als Produzent des Nachfolgers benannt. Ein externer Projektmanager von Mitsubishi Motors wurde angestellt, um die Arbeit neu zu strukturieren und Meilensteine rechtzeitig fertigzustellen. Für den Soundtrack war Mark Knight verantwortlich. Das Spiel nutzte intensiv die DirectX Schnittstelle für Effekte. Der Fokus des Spiels wurde auf offensive Taktiken gelenkt. Da Tester auch sehr gerne stressfrei ohne Invasoren ihren Kerker aufbauten, wurde dieser Modus auch in das fertige Spiel integriert.
In der deutschen Version wurden Bluteffekte entfernt und die Folterszenen verdeckt.

## Rezeption
Auffallend war, dass nach Peter Molyneuxs Abschied von Bullfrog der zweite Teil praktisch keine Neuerungen brachte. Lediglich die Grafik-Engine wurde auf den Stand der Technik gebracht und die Ego-Perspektive hat eine etwas stärkere Bedeutung erhalten. Die Stärken und Schwächen des Vorgängers wurden kopiert. Das Spielprinzip sei weiterhin einzigartig. Das Spiel besäße teilweise Clipping-Fehler und die Übersetzung sei teils etwas ungeschickt. Mit dem grafisch neu aufgelegten Ego-Modus sei der größte Schwachpunkt des Vorgängers überarbeitet worden. Im Vergleich zu dem Bullfrog Spiel Populous: The Beginning sei der Basenbau weniger hektisch. Die Zwischensequenz motivieren weiter zu spielen. Das Spiel sei strategisch anspruchsvoller, lässt sich besser steuern und besäße eine schönere Grafik als der Vorgänger. Die Kreaturen besäßen jedoch keine Sprachausgabe, die Missionen seien ähnlich, das Spielprinzip wurde nur in wenigen Details verbessert.
GameStar kürte es zu den besten Aufbaustrategiespielen. Inoffizielle Nachfolger wie Dungeons 3 oder War for the Overworld kämen nicht an die Klasse des Originals heran.

## Lied
Das offizielle deutschsprachige Lied Hinter diesen Mauern zu Dungeon Keeper 2 sangen 1999 Sven Franzisko und Lotte Ohm.